# Noubet
Noubet est la femme de Khéops avec lequel elle engendra Djédefrê et Hétep-Hérès II

## Sépulture
On lui attribue, comme sépulture, la pyramide G1B du complexe funéraire de Khéops.